# Кулаков, Николай Тимофеевич
Николай Тимофеевич Кулаков (19 декабря 1899 — 11 марта 1972) — конструктор боеприпасов, лауреат Сталинской премии.

## Биография
Участник Гражданской войны. В 1920-е гг. служи в уездной милиции, работал в Сибирском ревкоме.
Окончил рабфак и затем МВТУ. Работал на заводе «Мастяжарт» («Мастерские тяжелой артиллерии»).
С 1933 г. заместитель начальника и одновременно ученый секретарь заводского СТБ (спецтехбюро). С 1934 начальник НИО (научно-исследовательского отдела) (НИО-67).
В 1938 г. НИО-67 объединено с КТБ-27, и было образовано ГСКБ-47. Его первым начальником в 1938—1950 гг. был Кулаков. В 1940 г. ГСКБ-47 определено головным по созданию миномётных выстрелов с минами различного назначения для всех калибров миномётов.
Н. Т. Кулаков работал в ГСКБ-47 до 1960 года, потом по состоянию здоровья вышел на пенсию.
Жил в Москве. Умер 11 марта 1972 года. Похоронен в Москве на Введенском кладбище.

## Научная деятельность
Основные разработки военного периода:
- создание фугасно-зажигательной ЗАБ-100ЦК и светящейся САБ-100-55 авиабомб (1941);
- фотоавиабомба ФОТАБ-50-35 и внедрение новых средств ночного воздушного фотографирования (1941).
- создание траншейного и фугасного огнеметов (1942);
- создание морских авиабомб МПЛАБ-100 и МАБ-250 (1943).
- создание мощной 160 мм фугасной мины (1944).

## Награды и звания
За успешное выполнение заданий Правительства по созданию новых видов боеприпасов Указом Президиума Верховного Совета СССР от 15 апреля 1944 г. ГСКБ-47 награждено Орденом Ленина.
Сталинская премия 1946 года — за создание нового образца миномёта и боеприпасов к нему. Награждён двумя орденами Ленина (22.05.1939, 15.04.1944), медалью «Партизану Отечественной войны» (1944) — за создание диверсионных боеприпасов.